# Mrs Mills - Un tesoro di vicina
Mrs Mills - Un tesoro di vicina è un film del 2018 diretto ed interpretato da Sophie Marceau.

## Trama
Hélène è la proprietaria della casa editrice Savannah, che, però, si trova in cattive acque a causa della crisi economica e della grossa competizione in campo editoriale.
Per non consentire a Edouard, un magnate della grande editoria, di impadronirsi completamente di Savannah, Hélène assolda Mrs Mills, la sua eccentrica e anziana vicina di pianerottolo, per promuovere i libri rosa della sua casa editrice.
L'espediente sarà un successo ma Mrs Mills si rivelerà tutto tranne che una semplice e simpatica vecchietta amante dei libri d'amore.